# The Very Best of the Electric Light Orchestra
The Very Best of Electric Light Orchestra je kompilacijski album skupine Electric Light Orchestra (ELO), ki je izšel leta 1994. Album se je uvrstil na 4. mesto britanske lestvice.

## Seznam skladb
Vse pesmi je napisal in uglasbil Jeff Lynne, razen "Roll Over Beethoven" Chuck Berry in Ludwig van Beethoven.
| Št. | Naslov                         | Z albuma                               | Dolžina |
| --- | ------------------------------ | -------------------------------------- | ------- |
| 1.  | „Sweet Is the Night‟           | Out of the Blue, 1977                  | 3:48    |
| 2.  | „Mr. Blue Sky‟                 | Out of the Blue                        | 5:02    |
| 3.  | „Livin' Thing‟                 | A New World Record, 1976               | 3:33    |
| 4.  | „Evil Woman‟                   | Face the Music, 1975                   | 4:14    |
| 5.  | „Telephone Line‟               | A New World Record                     | 4:41    |
| 6.  | „Rockaria!‟                    | A New World Record                     | 3:14    |
| 7.  | „Turn to Stone‟                | Out of the Blue                        | 3:49    |
| 8.  | „Don't Bring Me Down‟          | Discovery, 1979                        | 4:04    |
| 9.  | „Wild West Hero‟               | Out of the Blue                        | 4:41    |
| 10. | „All Over the World‟           | Xanadu, 1980                           | 4:00    |
| 11. | „Hold on Tight‟                | Time, 1981                             | 3:07    |
| 12. | „Confusion‟                    | Discovery                              | 3:41    |
| 13. | „Showdown‟                     | ameriška izdaja On the Third Day, 1973 | 4:10    |
| 14. | „Last Train to London‟         | Discovery                              | 4:33    |
| 15. | „Strange Magic‟                | Face the Music                         | 4:09    |
| 16. | „Shine a Little Love‟          | Discovery                              | 4:44    |
| 17. | „The Diary of Horace Wimp‟     | Discovery                              | 4:17    |
| 18. | „Roll Over Beethoven‟ (v živo) | ELO 2, 1973                            | 8:08    |